# Augie Lohman
August „Augie“ Jasper Lohman, auch geführt unter A. J. Lohman (* 10. April 1911 in Colorado Springs, Vereinigte Staaten; † 7. August 1989 in Sparks, Nevada, Vereinigte Staaten), war ein US-amerikanischer Spezialeffekte-Designer beim Film.

## Leben und Wirken
Lohman kam als Teenager nach Los Angeles, wo er gemäß dem Zensus von 1930 bereits ansässig war. Möglicherweise knüpfte er dort noch vor dem Zweiten Weltkrieg seinen ersten Kontakt zum Filmgeschäft. Nach seinem Kriegsdienst kehrte Lohman 1945 nach Hollywood zurück und wurde sofort von der kleinen Firma Monogram Pictures als Spezialeffektegestalter bei B-Filmen der Charlie-Chan-Reihe eingesetzt. Lohman blieb bis Mitte der 1950er Jahre auf die Arbeit an zweitrangigen Filmen begrenzt, erst dann ließ man ihn auch bei wichtigeren Produktionen wie John Hustons Walfänger-Abenteuer Moby Dick, William Wylers Quäker-Drama Lockende Versuchung und John Fords Western Der letzte Befehl seine Arbeit verrichten.
Für seine Effektegestaltung beim Schiffskatastrophenfilm Höllenfahrt erhielt Lohman 1961 eine Oscar-Nominierung. Anschließend gestaltete Augie Lohman bis zu seinem Rückzug aus dem Filmgeschäft 1979 weiterhin Spezialeffekte für eine Fülle von nunmehr überwiegend hochrangigen Unterhaltungsfilmen. Dabei bediente er die unterschiedlichsten Genres (Western, Kriegsfilme, Politthriller, Polizeifilme, Literaturadaptionen, Komödien und Horrorfilme) und war unter anderem an Der längste Tag, Tunnel 28, Sierra Charriba, Der Widerspenstigen Zähmung, Die drei Tage des Condor, Der letzte Scharfschütze, Eine Leiche zum Dessert und Der elektrische Reiter beteiligt.

## Filmografie (Auswahl)
- 1946: Charlie Chan – Ein fast perfektes Alibi (Dark Alibi)
- 1946: Charlie Chan – Gefährliches Geld (Dangerous Money)
- 1947: Der Rächer von Monterey (Robin Hood of Monterey)
- 1947: High Conquest
- 1947: Violence
- 1947: Black Gold
- 1948: Song of My Heart
- 1951: Skipalong Rosenbloom
- 1951: Lost Continent
- 1951: Trommeln im tiefen Süden (Drums in the Deep South)
- 1952: Meuterei auf dem Piratenschiff (Mutiny)
- 1952: Schlachtzone Pazifik (Battle Zone)
- 1952: Hiawatha
- 1953: The Maze
- 1954: Kampfstaffel Feuerdrachen (Dragonfly Squadron)
- 1954: Wer lacht – fliegt raus (The Bowery Boys Meet the Monsters)
- 1955: An Anapolis Story
- 1955: Sudden Danger
- 1956: Moby Dick
- 1956: Lockende Versuchung (The Friendly Persuasion)
- 1956: Teufelskommando – Marinekorps „Pantherkatze“ schlägt zu (Hold Back the Night)
- 1957: Spook Chasers
- 1957: Alarm für Sperrzone 7 (The Monster That Challenged the World)
- 1958: Der letzte Befehl (The Horse Soldiers)
- 1959: The Rebel Set
- 1959: Das Biest (The Bat)
- 1960: Höllenfahrt (The Last Voyage)
- 1960: Stoßtrupp Saipan (Hell to Eternity)
- 1960: Panzer nach vorn (Armored Command)
- 1961: Der Herrscher von Cornwall (Jack the Giant Killer)
- 1961: Der längste Tag (The Longest Day)
- 1962: Tunnel 28
- 1962: Kapitän Sindbad (Captain Sinbad)
- 1964: Sierra Charriba (Major Dundee)
- 1965: Unser Mann in Rio (Si tutto le donne del mondo)
- 1965: Die Bibel (La bibbia)
- 1966: Der Widerspenstigen Zähmung (The Taming of the Shrew)
- 1966: Doktor Faustus
- 1967: Barbarella
- 1968: Candy
- 1969: Die Höllenhunde (La spina dorsale del diavolo)
- 1972: Polizeirevier Los Angeles-Ost (The New Centurions)
- 1974: Der Mann ohne Nerven (Breakout)
- 1975: Eine Leiche zum Dessert (Murder by Death)
- 1975: Zwischen Zwölf und Drei (From Noon till Three)
- 1976: Der letzte Scharfschütze (The Shootist)
- 1976: Bobby Deerfield
- 1977: Der Schmalspurschnüffler (The Cheap Detective)
- 1978: Das verrückte California-Hotel (California Suite)
- 1978: Philadelphia Clan (Winter Kills)
- 1979: Der elektrische Reiter (The Electric Horseman)